# Levuka
Levuka è una cittadina delle Figi, situata sulla costa orientale dell'isola di Ovalau. Antica capitale del paese, è il centro principale dell'isola e la sua importanza storica le ha valso l'iscrizione alla lista del Patrimonio dell'Umanità come primo sito figiano nel 2013.